# Willow, crépuscule d'ombre
 (janvier 2021).
Si vous disposez d'ouvrages ou d'articles de référence ou si vous connaissez des sites web de qualité traitant du thème abordé ici, merci de compléter l'article en donnant les références utiles à sa vérifiabilité et en les liant à la section « Notes et références ».

Willow, crépuscule d'ombre est un roman de 1995 coécrit par George Lucas et Chris Claremont. Le premier est célèbre dans le domaine du cinéma, notamment pour Star Wars ; le deuxième est célèbre dans le monde des comics, pour les X-men.
C'est le tome 2 de la trilogie La Nouvelle Saga de Willow.

## Le lien entre le film et le roman
Dans le film, le personnage principal passe tout son temps à éviter que le bébé Elora Danan tombe dans les mains de Bavmorda.
Dans le roman, le bébé est devenu une jeune fille de 15 ans poursuivie par des ennemis dirigés par un mystérieux personnage appelés l'Imposteur. 
Tout comme dans le film, les brownies aident à protéger Elora Danan.

## Résumé
Elora Danan est une jeune fille dotée de grands pouvoirs, dont elle se sert parfois avec beaucoup d'imprudence, au grand dam de ceux qui l'aiment. Au tout début du roman, elle ravage une forge en faisant appel à un esprit gentil, mais maladroit lui aussi.
Elle se cache pour échapper à ses ennemis, mais la couleur de sa peau est argentée, ce qui la rend facile à repérer ; elle se déguise en troubadour aux couleurs vives et se met du fard sur la peau pour masquer cette particularité voyante.
Elle est aidée par de nombreux amis ; les plus notables sont 
- Rool, un brownie

Il est minuscule, il sait éviter qu'on le voit, il a un arc qui tire de minuscules fléchettes, mortellement empoisonnées
- Bastian, un aigle intelligent

Elora Danan peut voir par ses yeux ; il n'est pas très grand, mais ses serres peuvent blesser grièvement les ennemis de Elora Danan
- un jeune scribe

Il parle comme un paysan, mais il sait écrire et permet à Elora d'accéder à des manuscrits ; malheureusement, ces manuscrits sont écrits dans une langue ou un alphabet que personne ne maîtrise ; dans le plus important de ces manuscrits, il n'y a que Elora Danan qui voit les caractères écrits ; pour les autres personnes, ce n'est qu'une suite de pages blanches
- Khory, une guerrière redoutable

Certains la surnomment l'enfant-démon
- Duguay, un troubadour

Elora Danan lui a sauvé la vie ; ce personnage intrigue le brownie qui voit bien que cette apparence de troubadour masque quelque chose. Elora Danan s'aperçoit qu'elle ne peut pas croiser son regard, à aucun moment. Il lui apprend à devenir troubadour, à camoufler sa peau argentée en mettant des couleurs voyantes
À la fin du roman, Elora Danan vainc l'Imposteur et découvre que c'est un autre elle-même.